# Chapelle Notre-Dame-des-Cieux d'Huelgoat
La chapelle Notre-Dame-des-Cieux est un édifice situé à Huelgoat, en France.

## Localisation
La chapelle est située sur le territoire de la commune d'Huelgoat, rue des Cieux, dans le département du Finistère, en région Bretagne.

## Description
La chapelle Notre-Dame-des-Cieux (en breton : Itron Varia an Neñvoù) a conservé des vitraux datant du XVIe siècle dans l'abside.

## Historique
La chapelle est classée au titre des monuments historiques par arrêté du 12 novembre 1914.

## Galerie

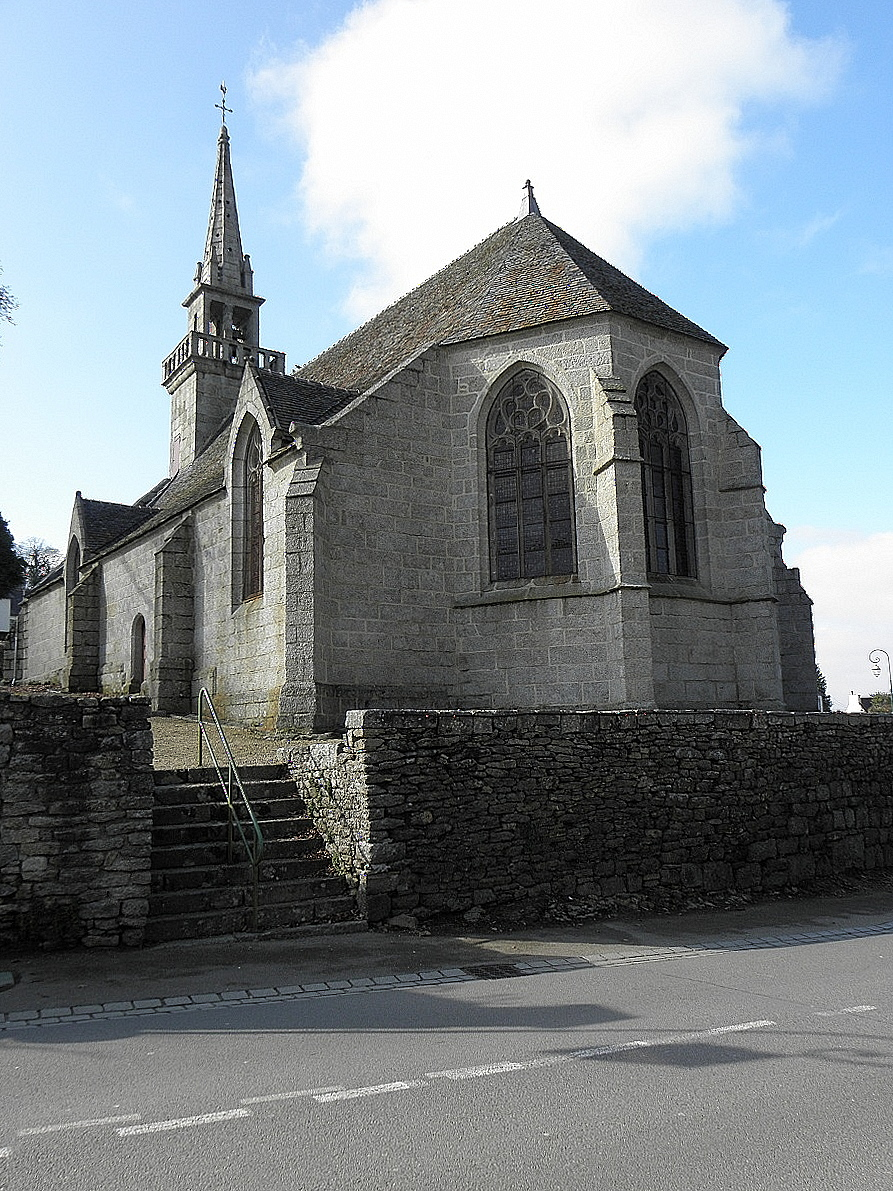
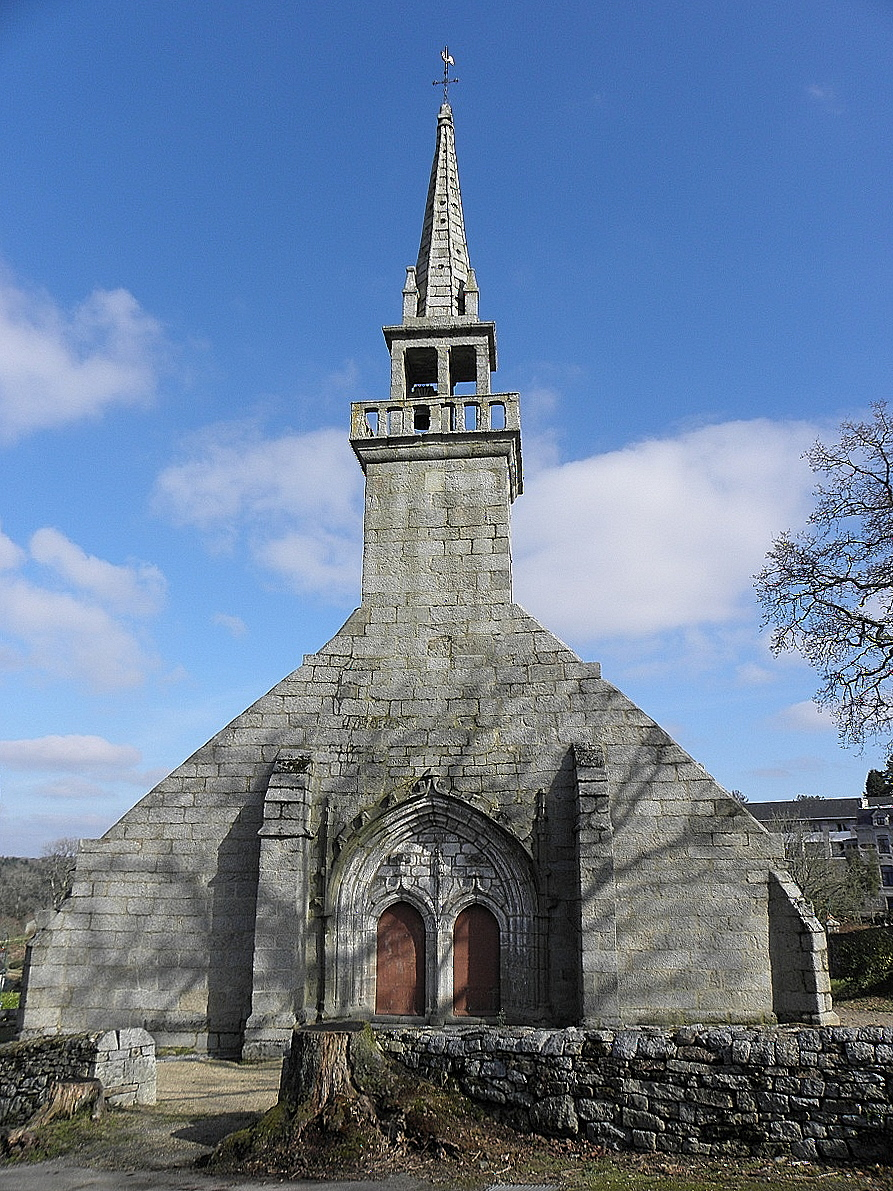
La chapelle Notre-Dame-des-Cieux : la façade.
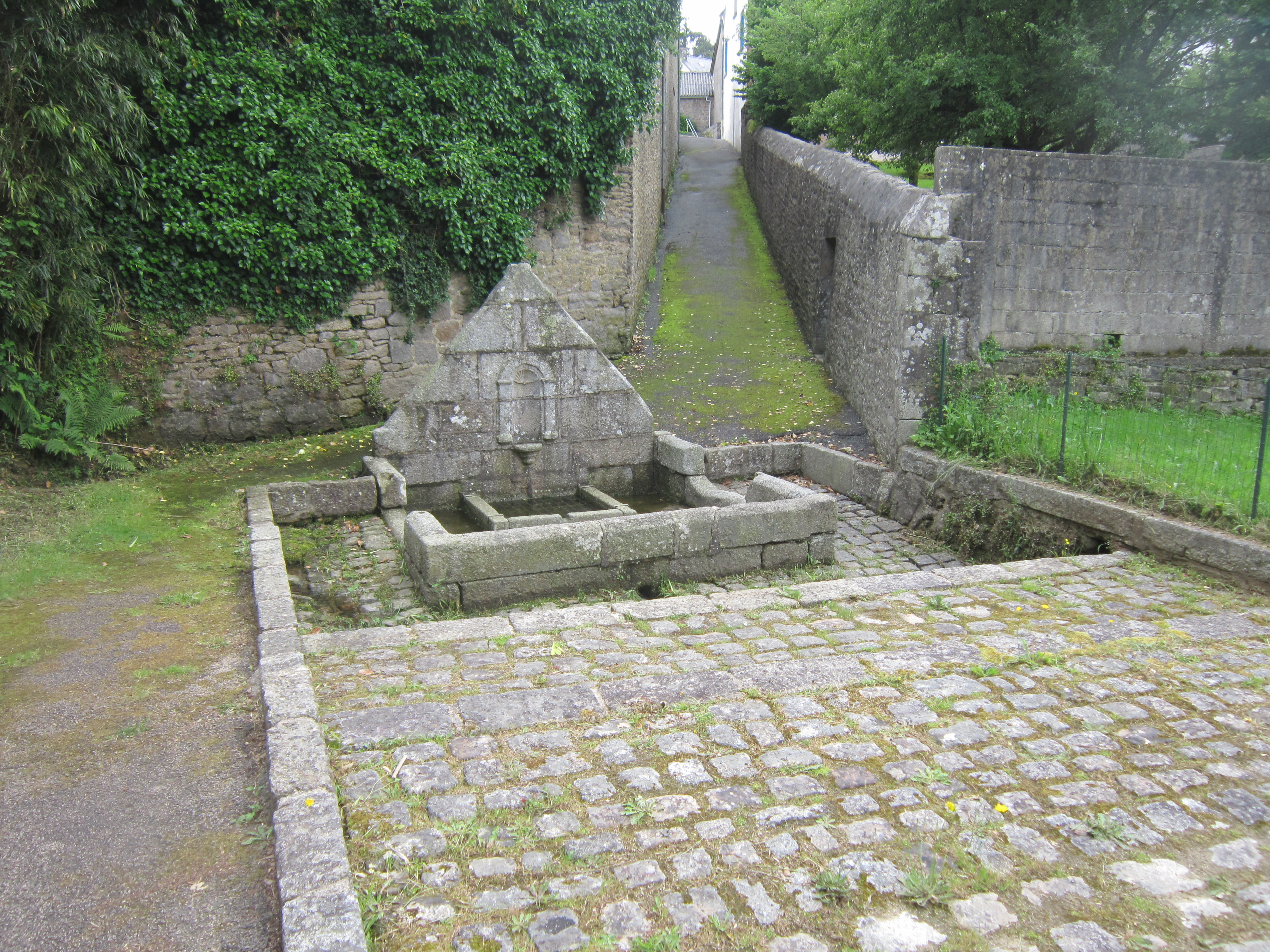
Fontaine.
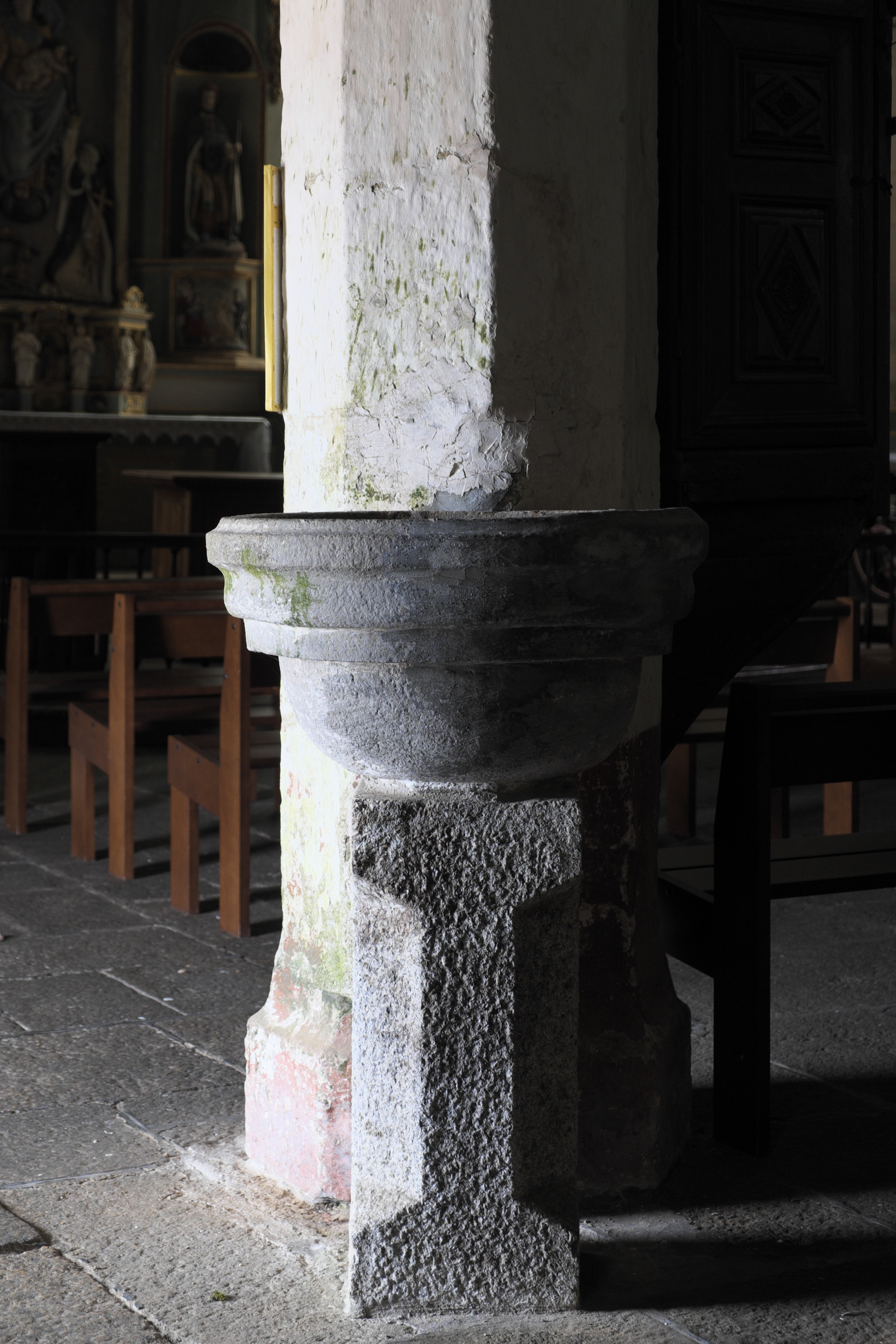
Bénitier.
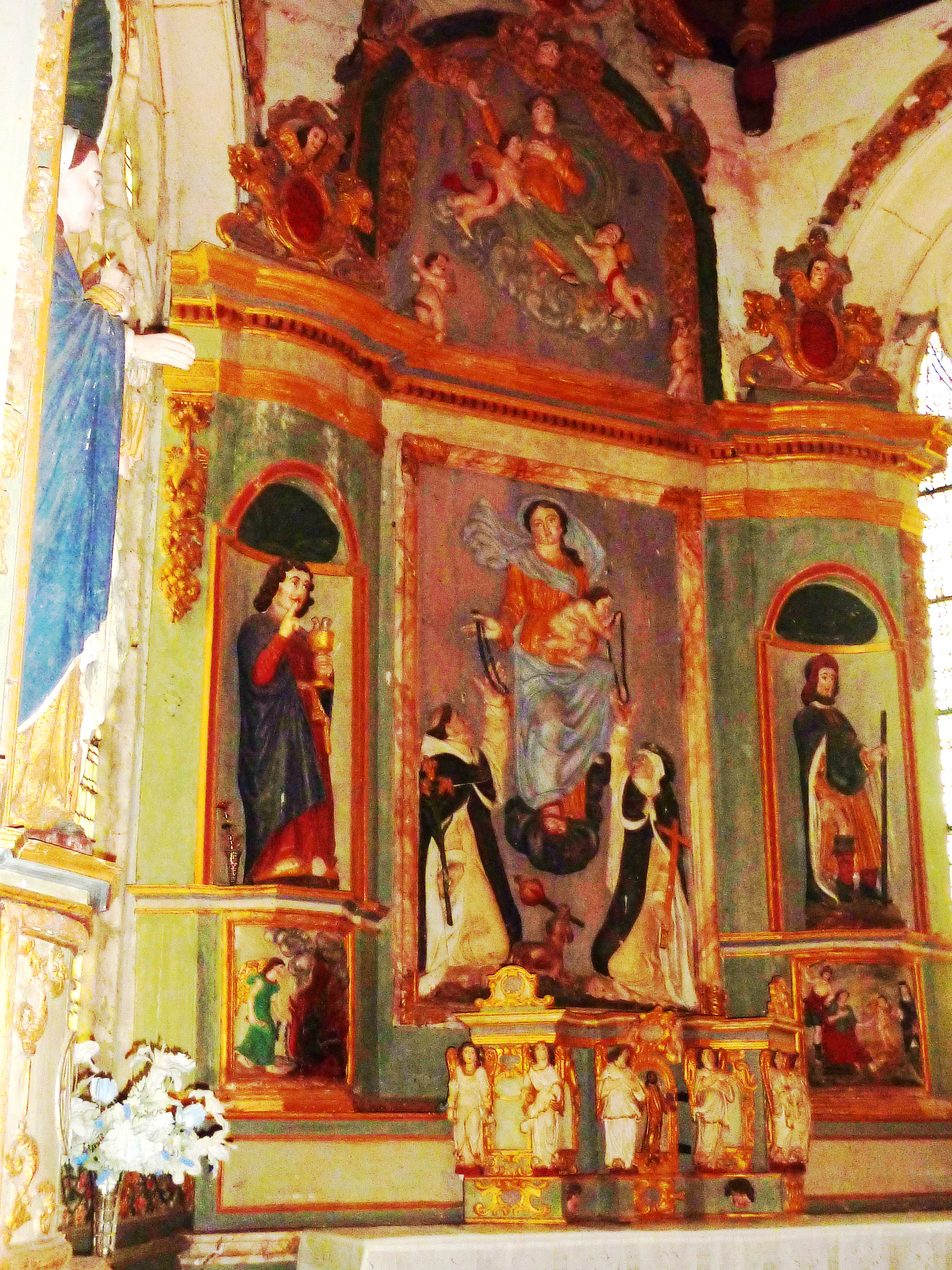
La chapelle Notre-Dame-des-Cieux : le retable du Rosaire.
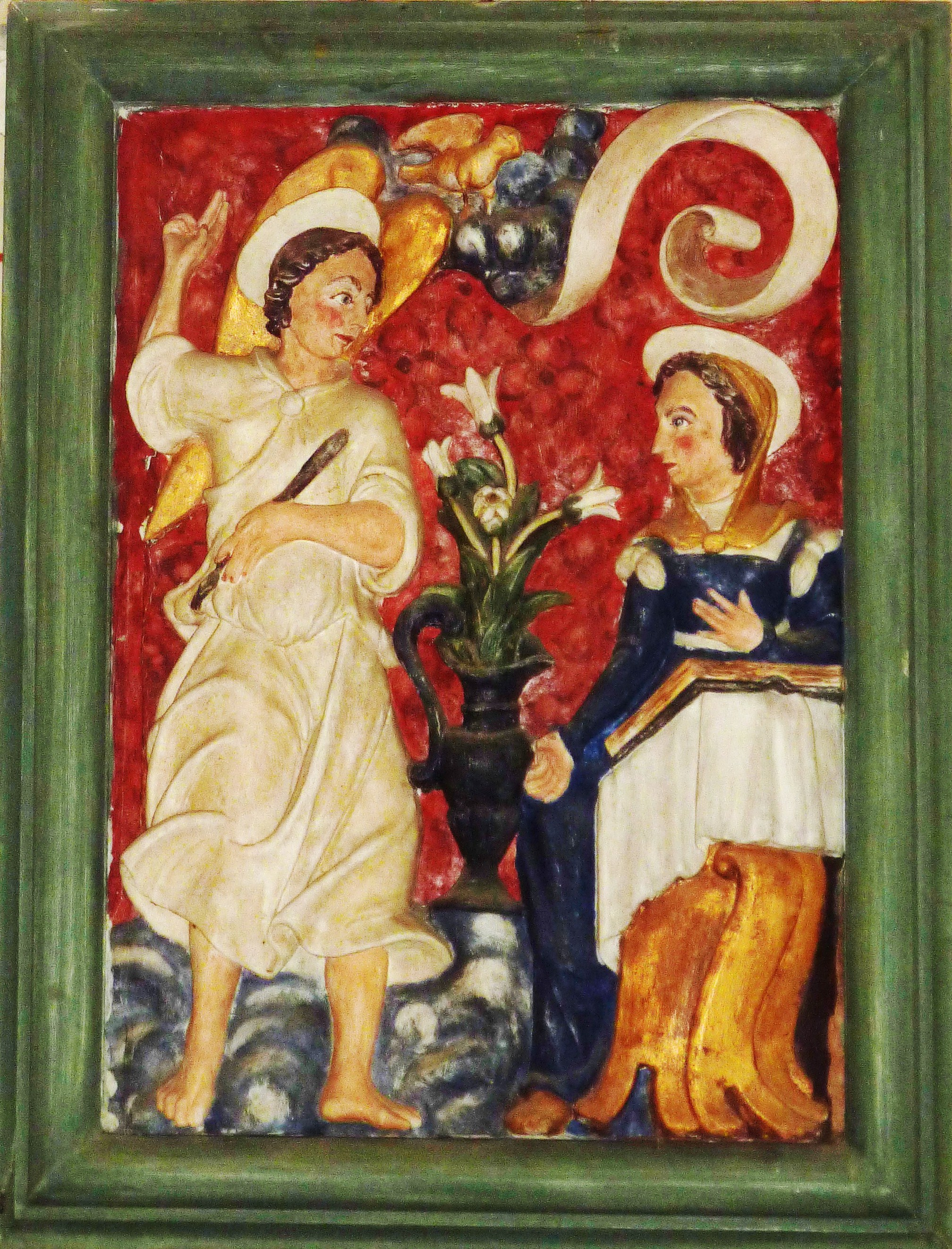
La chapelle Notre-Dame-des-Cieux : détail du retable du Rosaire.
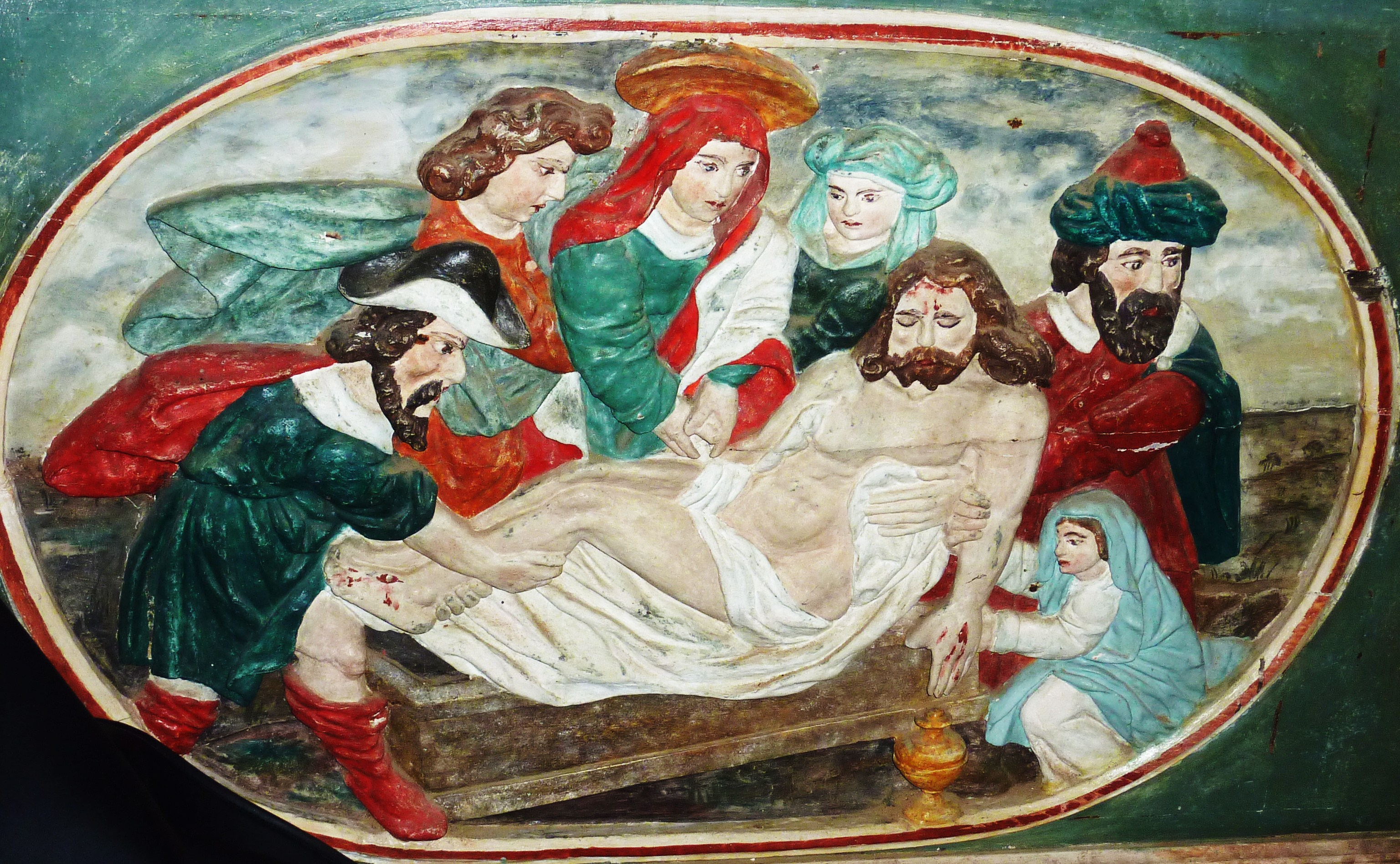
La chapelle Notre-Dame-des-Cieux : détail du retable du Rosaire.
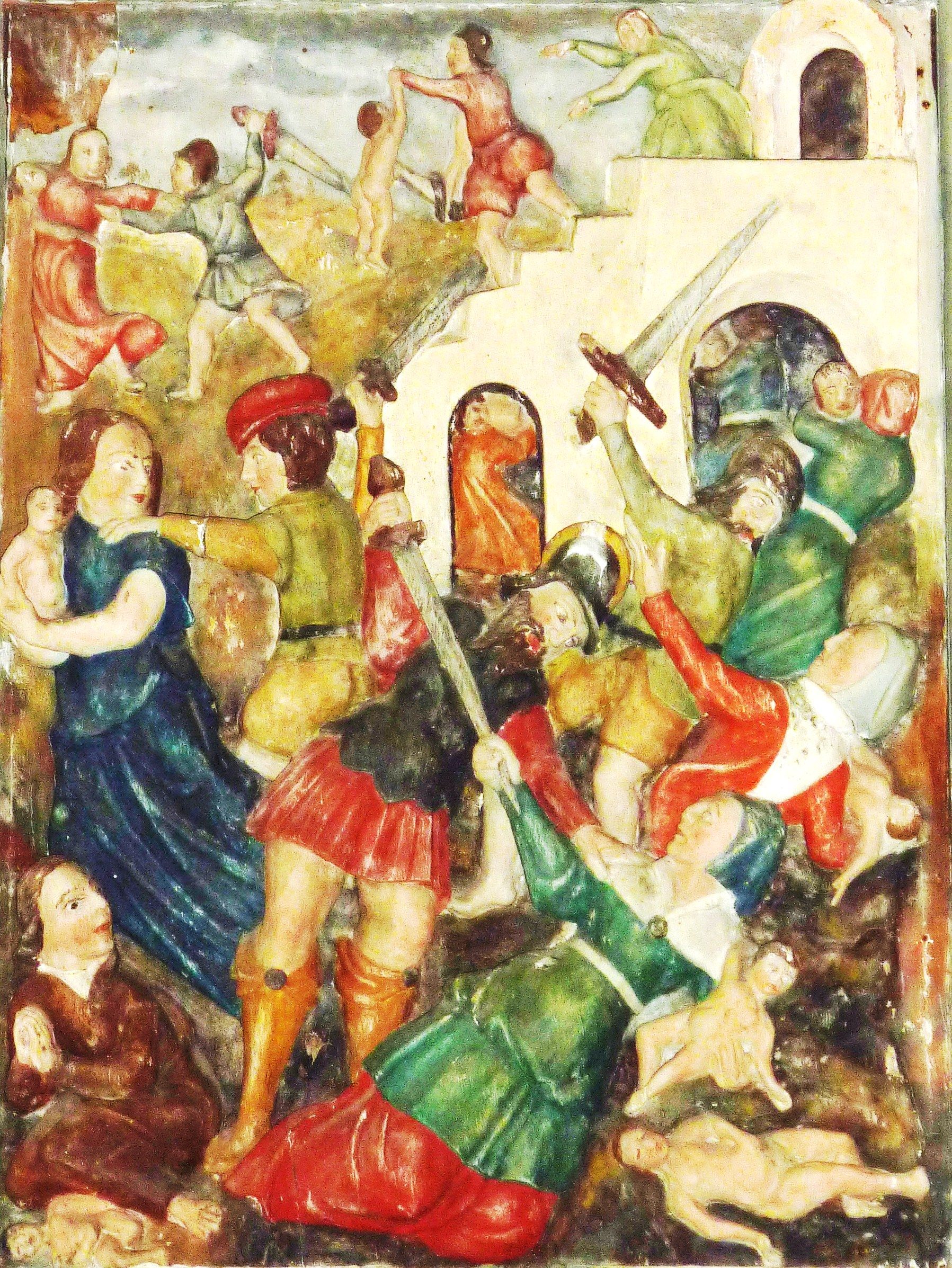
La chapelle Notre-Dame-des-Cieux : détail du retable du Rosaire.
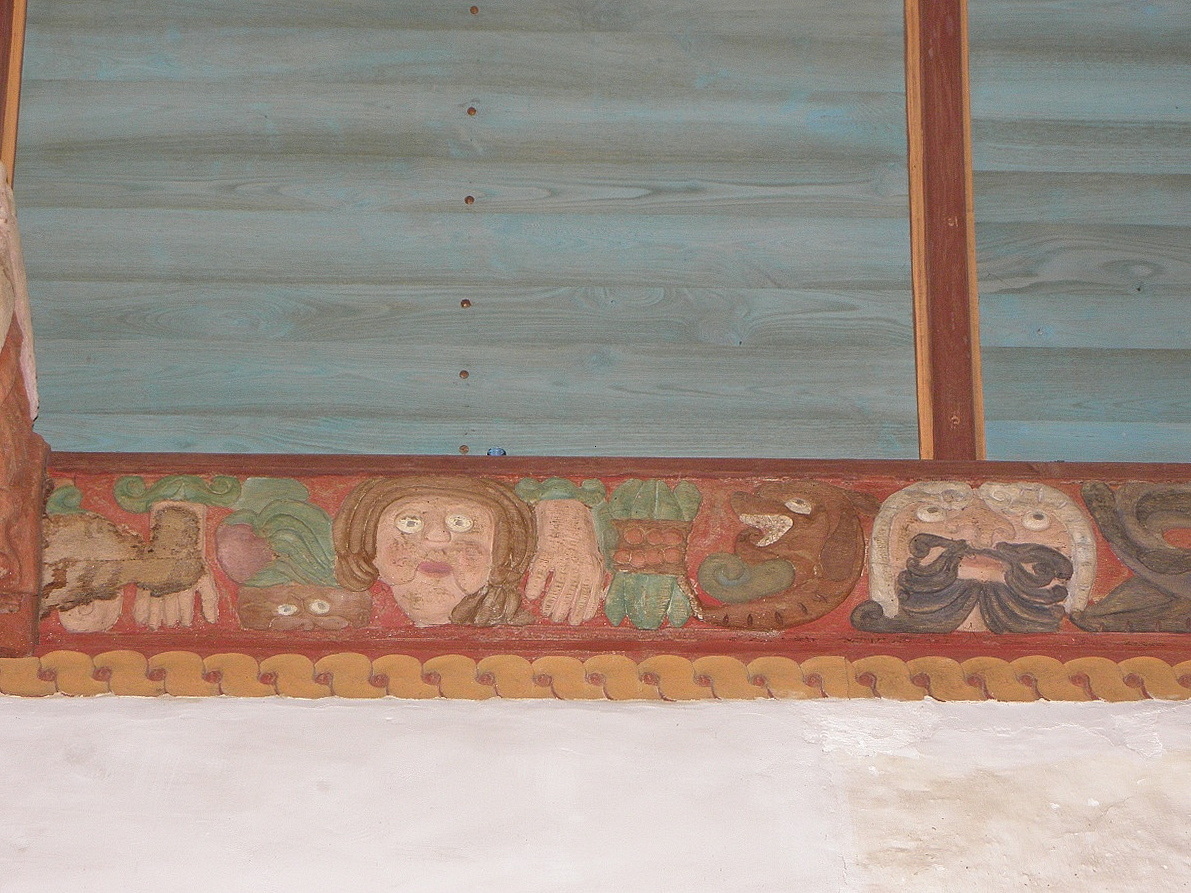
La chapelle Notre-Dame-des-Cieux : blochet et sablière.
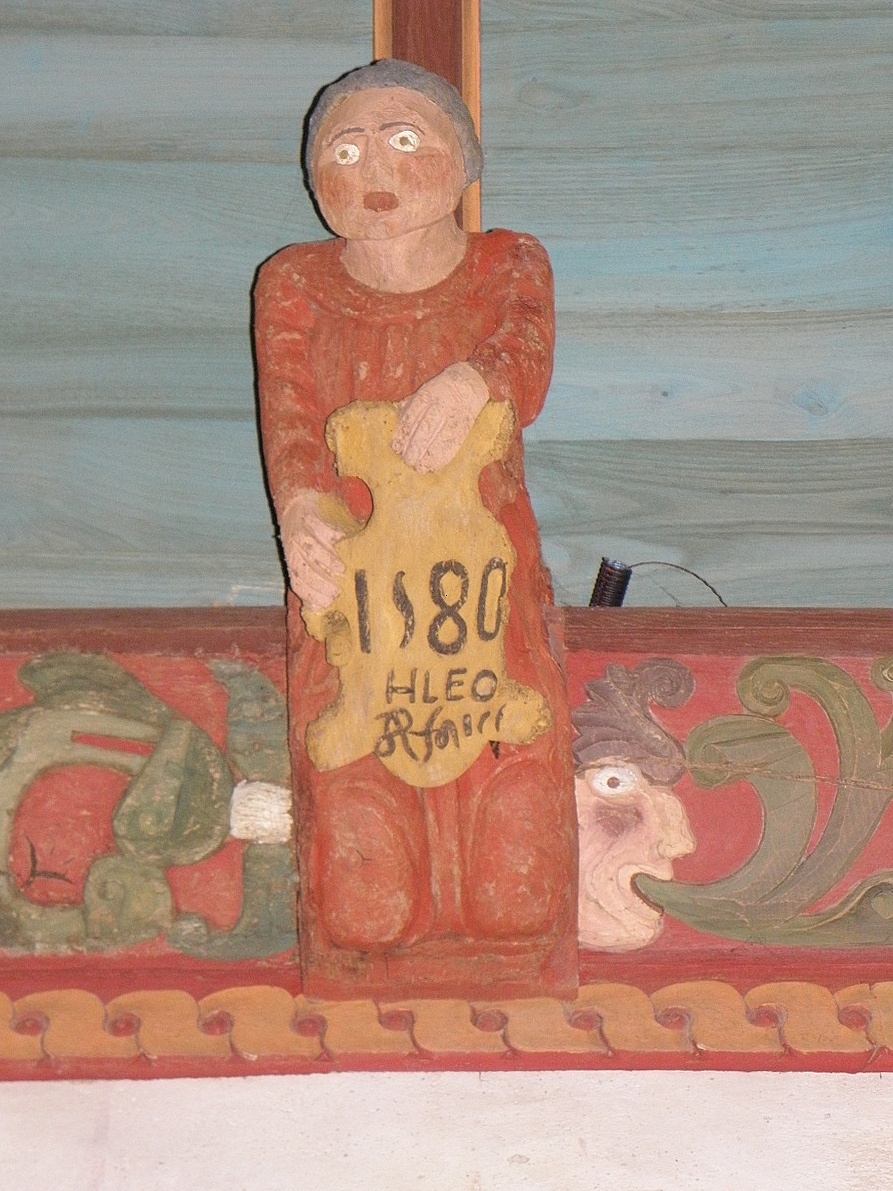
La chapelle Notre-Dame-des-Cieux : blochet et sablière.